# Salvelinus anaktuvukensis
Salvelinus anaktuvukensis es una especie de pez de la familia Salmonidae en el orden de los Salmoniformes.

## Morfología
• Los machos pueden llegar alcanzar los 30 cm de longitud total.
- Número de  vértebras: 65-69.[1][2]

## Reproducción
Desova en la primavera.

## Hábitat
Vive en zonas de clima polar (70 ° N-68 º N).

## Distribución geográfica
Se encuentra en Norteamérica: Alaska.

## Longevidad
Puede llegar a vivir 9 años